# 勞埃德船舶日報
勞埃德船舶日報是全世界最古老的報刊之一，於1734年於在倫敦創辦，部分學者更相信最早可追溯至1696年。
勞埃德船舶日報的創辦人是愛德華·勞埃德，他同時是勞合社及其前身愛德華·勞埃德咖啡屋的創辦人。愛德華原本只是在咖啡屋張貼關於航運貿易及海上保險等事宜，後來逐漸演變成勞埃德船舶日報，1837年起更變成每日發行。
2013年，勞埃德船舶日報宣布，由於時代的轉變，日報將會停止發行印刷版，改為只有電子報。